# Maximilian I. (Mexiko)

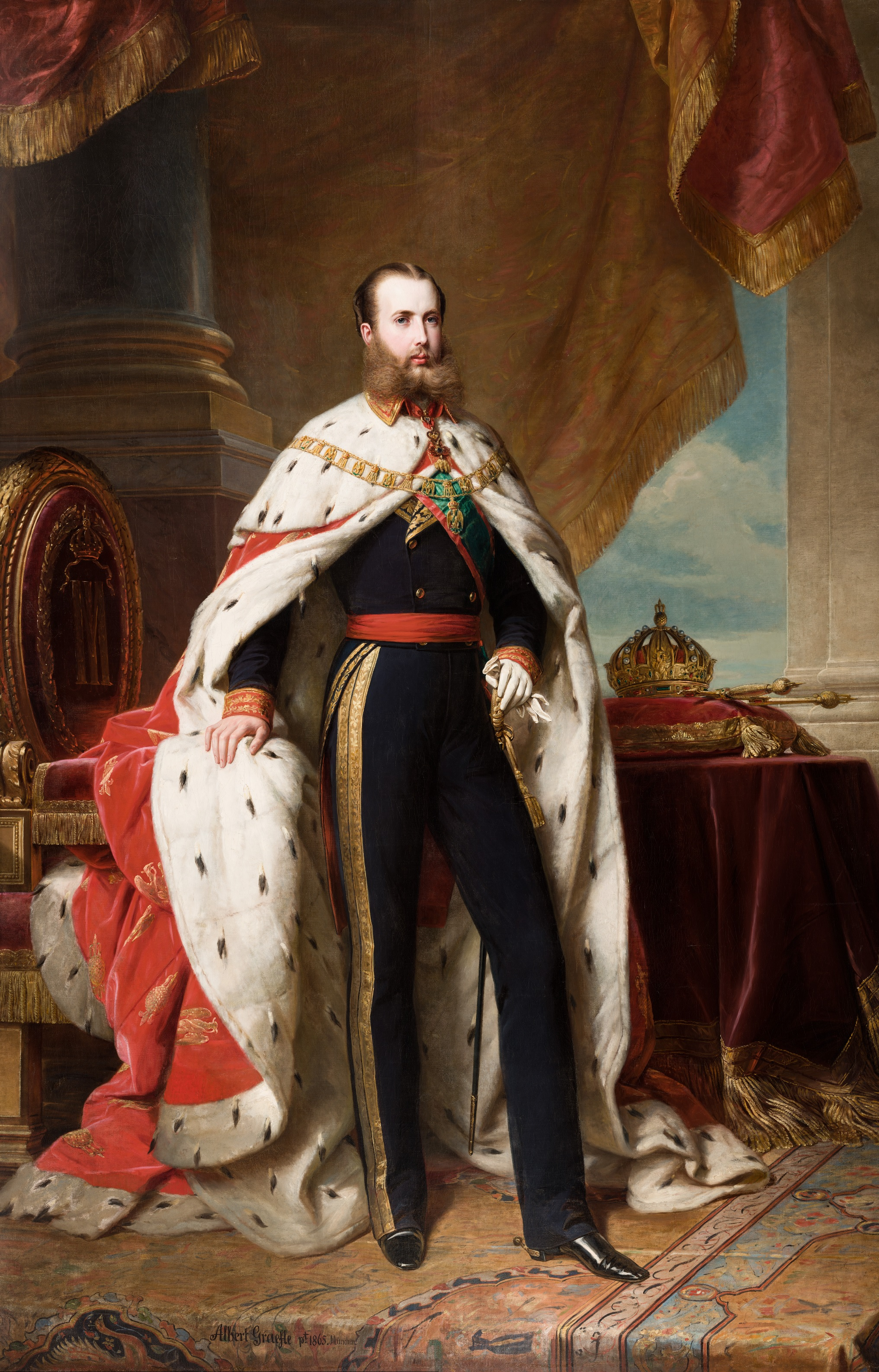
Porträt Maximilians I. aus dem Jahr 1865 von Albert Graefle

Erzherzog Ferdinand Maximilian Joseph Maria von Österreich (* 6. Juli 1832 in Schloss Schönbrunn bei Wien; † 19. Juni 1867 nahe Querétaro, Mexiko) wurde als zweitältester Sohn von Erzherzog Franz Karl, einem Sohn von Kaiser Franz I., und Prinzessin Sophie von Bayern geboren. Er war der nächstjüngere Bruder von Kaiser Franz Joseph I. aus dem Haus Habsburg-Lothringen. 
Während der Mexikanischen Interventionskriege wurde er 1864 auf Betreiben Kaiser Napoleons III. von Frankreich als Kaiser von Mexiko inthronisiert. Das politische Wagnis misslang; Maximilian wurde 1867 von der legitimen Regierung des Präsidenten Benito Juárez gefangen genommen, von einem Kriegsgericht zum Tode verurteilt und hingerichtet.

## Kindheit und Jugend

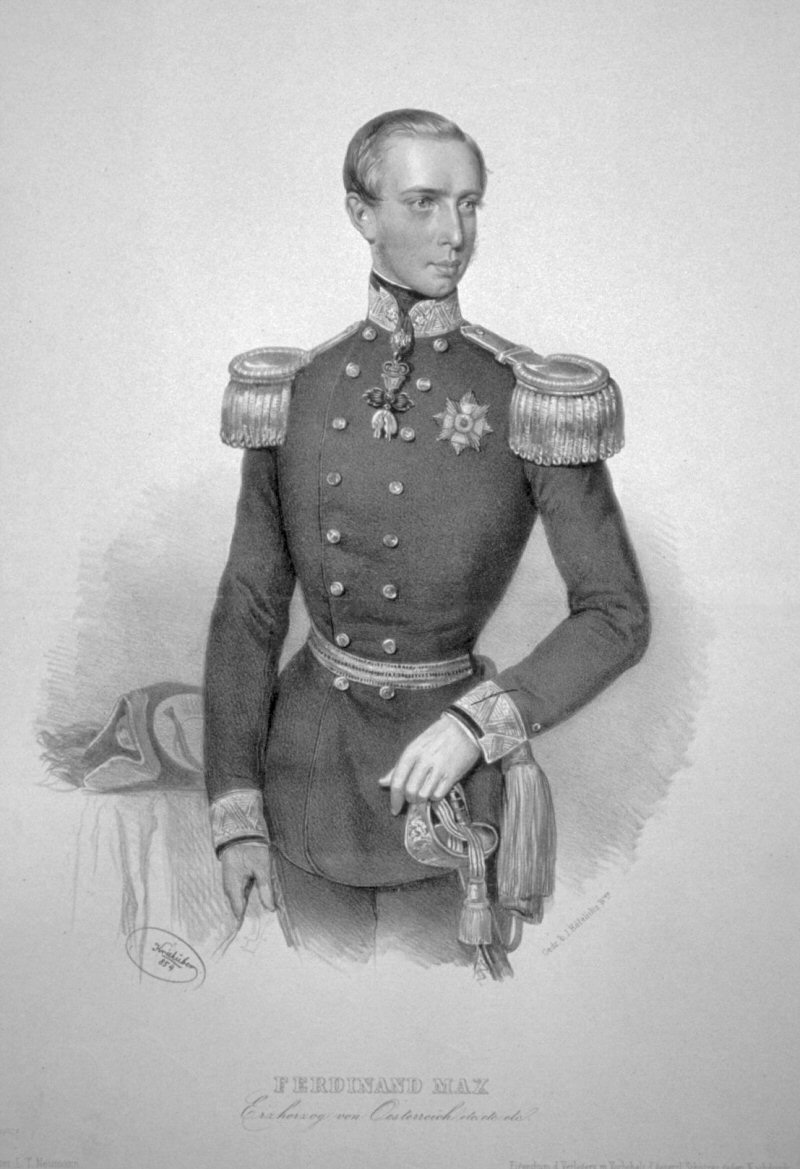
Erzherzog Ferdinand Max, Lithographie von Joseph Kriehuber, 1854

Ferdinand Maximilian war der zweite von vier Brüdern. Er erhielt die für einen Erzherzog übliche Erziehung. Neben der militärischen Ausbildung bestand sein Unterricht aus Fremdsprachen (Französisch, Italienisch, Englisch, Ungarisch, Polnisch und Tschechisch), Philosophie, Geschichte und Kirchenrecht. Das vorgeschriebene Exerzierprogramm war ihm schon in jungen Jahren ein Gräuel. Er galt als phantasiebegabt, malte und dichtete gerne. Schon früh interessierte er sich sehr für Literatur und Geschichte, besonders für die seiner eigenen Familie. Er war aufgrund seines Charmes am Wiener Kaiserhof sehr beliebt und auch der Liebling seiner Mutter Sophie. 
Seine Eltern machten sich auch nicht weiter Gedanken darüber, welches Aufgabengebiet der jüngere Sohn später einmal übernehmen solle. Das Verhältnis zu seinem älteren Bruder Franz Joseph war freundschaftlich, wobei er aber mit zunehmendem Alter von seinem Bruder misstrauisch beobachtet wurde, da er aufgrund seines unkomplizierten und freundlichen Wesens auch bei der Wiener Bevölkerung sehr beliebt war.
Bereits im Kindesalter zeigte sich, dass Ferdinand Maximilian nicht mit Geld umgehen konnte. Während Bruder Franz Joseph genaue Aufzeichnungen über seine Ausgaben führte, kaufte Maximilian ständig Bücher und Bilder, was seine Finanzen bei weitem überstieg. Seine Mutter half ihm jedoch jedes Mal aus, da sie für die Leidenschaft des Sohnes großes Verständnis hatte.
Mit seiner ersten Apanage, die er mit 17 erhielt, ließ er sich ein Sommerhäuschen neben dem Schloss Schönbrunn anlegen, das er „Maxing“ nannte. Ein Zählbezirk der amtlichen Statistik und die Wiener Maxingstraße sind danach benannt. Bei einem Aufenthalt in Portugal verliebte er sich in die hübsche Maria Amalia von Portugal. Sie sei eine vollkommene Prinzessin, schrieb der verliebte junge Mann nach Hause. Die beiden waren bereits so gut wie verlobt, als Maria Amalia plötzlich an Lungentuberkulose starb.

## Italien

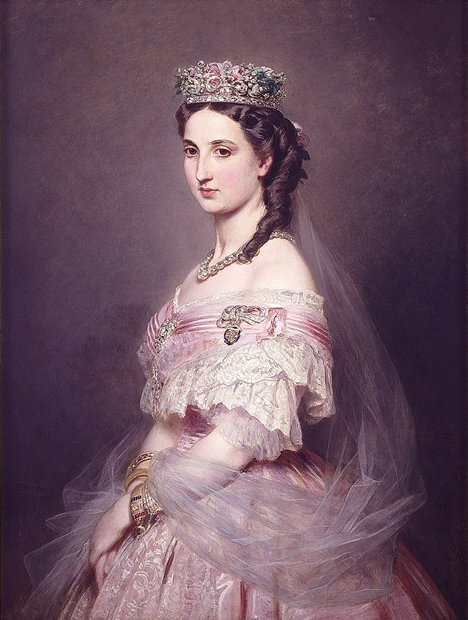
Charlotte von Belgien

Maximilian interessierte sich vor allem für die Seefahrt und unternahm viele Fernreisen (etwa nach Brasilien) auf der k.k. Fregatte Elisabeth. 1854 wurde er mit nur 22 Jahren – als jüngerer Bruder des Kaisers und somit Mitglied des Herrscherhauses – als Konteradmiral zum Kommandanten und somit Oberbefehlshaber der k.k. Kriegsmarine (1854–1861) ernannt, welche er in den folgenden Jahren reorganisierte. 
1857 heiratete er die Prinzessin Charlotte von Belgien und wurde zum Generalgouverneur von Lombardo-Venetien ernannt. Als die Lombardei 1859 als Folge der österreichischen Niederlage in der Schlacht von Solferino verlorenging, zogen sich Maximilian und Charlotte in das eigens für sie erbaute Schloss Miramare in der Nähe von Triest zurück.

## Mexiko
Der französische Kaiser Napoléon III. wollte in Mexiko ein militärisch und wirtschaftlich an Frankreich angelehntes Reich begründen. Seit 1861 hatte er dort bereits mit Truppen interveniert, weil Mexiko (unter seinem Präsidenten Benito Juárez) sowohl den spanischen Gesandten wie auch den päpstlichen Legaten des Landes verwiesen hatte. Benito Juárez hatte die Zahlungen der 82 Millionen US-Dollar Schulden, die von den Europäern gefordert wurden, für zwei Jahre eingestellt.

### Herrschaftsantritt

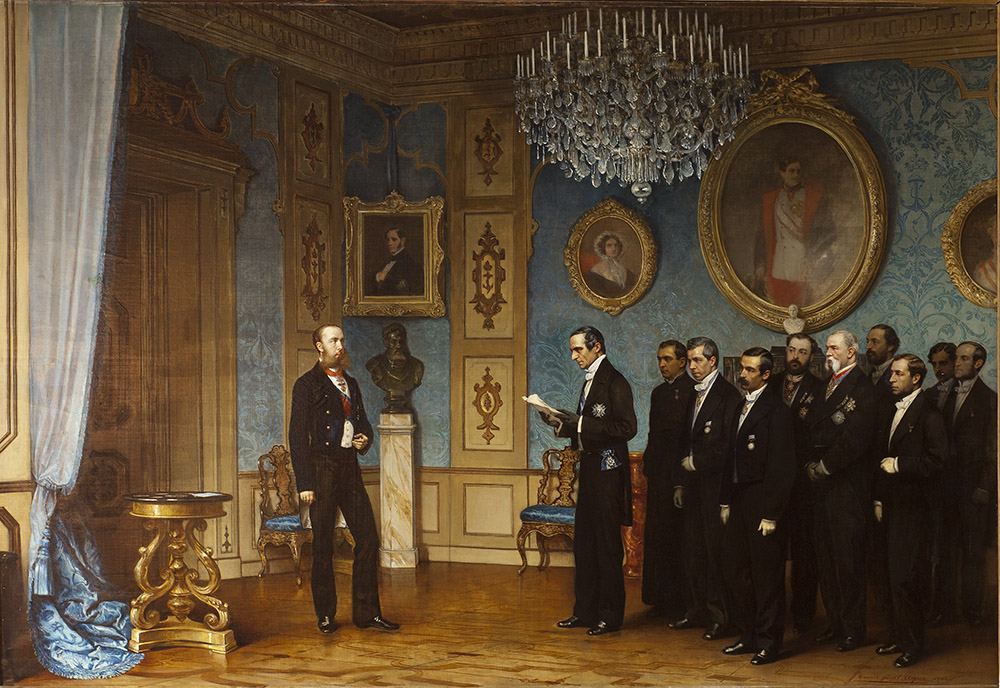
Cesare Dell’Acqua: Maximilian empfängt die mexikanische Delegation

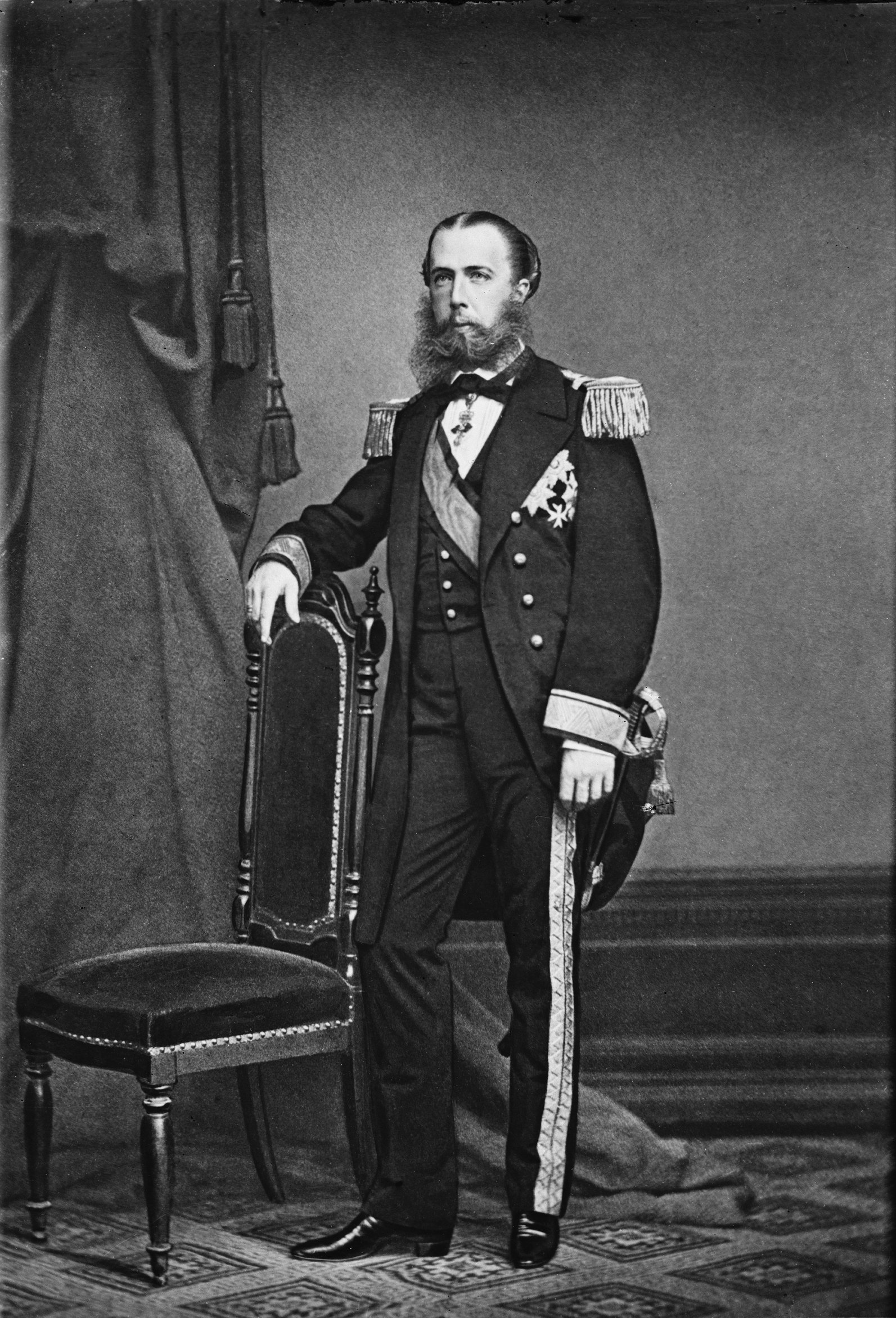
Als Kaiser von Mexiko, porträtiert von Mathew Brady, um 1864

In dieser Situation wurde Ferdinand Maximilian auf Betreiben des französischen Kaisers am 10. April 1864 gegen den Widerstand des mexikanischen Volkes zum Kaiser von Mexiko ausgerufen. Ferdinand Maximilian hatte zuvor zur Bedingung gemacht, dass das mexikanische Volk dies wünsche. Eine mexikanische Delegation überbrachte ihm daraufhin einen manipulierten Volksentscheid, den eine Junta von Klerikalen und Gegnern von Juárez arrangiert hatte.
Maximilian musste nun auf Druck seines Bruders auf seine Thronfolge und auf Erbansprüche in Österreich verzichten. Ferdinand Maximilian glaubte, in Mexiko seine Träume eines modernen, liberalen Staates verwirklichen zu können, und nahm deshalb am 10. April 1864 auf Schloss Miramare die Kaiserkrone trotz der Bedenken seiner Familie an. Der Habsburger nahm die Aussagen des französischen Kaisers, dass sich das mexikanische Volk nichts mehr wünsche als einen Habsburger als Kaiser, für bare Münze.
Bereits die Ankunft Maximilians und seiner Gattin ließ nichts Gutes erwarten. Nicht von Honoratioren wurden sie empfangen, sondern sie erblickten im Hafen von Veracruz zerlumpte Bettler, die zum Spiel auf ihren Instrumenten mehr grölten als sangen. Der Triumphbogen war von einer Sturmböe umgeworfen worden, und das neue Kaiserpaar musste sich mühsam seinen Weg durch den Morast bahnen.
Der am Zócalo gelegene Palacio Nacional war aus Sicht des kaiserlichen Ehepaars aufgrund seiner nüchtern anmutenden Architektur als kaiserliche Residenz ungeeignet. Zudem war der vormalige Regierungssitz von einer Ratten- und Bettwanzenplage befallen, die das kaiserliche Ehepaar dazu zwang, auf einem Billardtisch zu übernachten. Nach nur acht Tagen verließen Maximilian und Carlota den Nationalpalast. In Mexiko-Stadt wählte er das Schloss Chapultepec als kaiserliche Residenz. Später ließ er den Paseo de la Reforma, der damals Paseo de la Emperatriz („Kaiserinallee“) hieß, als Verbindungsstraße zwischen dem Schloss Chapultepec und der Stadtmitte einrichten. Diese Allee ist eine Nachahmung der Pariser Champs-Élysées. Wie schon beim Bau von Schloss Miramare übernahm sich Maximilian mit den Kosten des Umbaus.
In Mexiko musste der Habsburger feststellen, dass sämtliche amerikanischen Staaten den von den Franzosen abgesetzten mexikanischen Präsidenten Juárez unterstützten, da sie in Maximilian eine unerwünschte europäische Einmischung sahen. Maximilian versuchte, seine Machtbasis durch die Adoption der Enkel des früheren Kaisers Agustín de Iturbide und ihre Ernennung zu Thronfolgern sowie die Ernennung des Ex-Diktators Antonio López de Santa Anna zum Reichsmarschall zu verbreitern. Nach zwei Jahren in Mexiko verabschiedete Maximilian ein Dekret, durch das die Anhänger von Juárez als Räuber galten und ohne Gerichtsurteil getötet werden durften. Auf Grund dieses Dekrets wurden ca. 9000 Menschen ermordet.

### Entmachtung und Tod

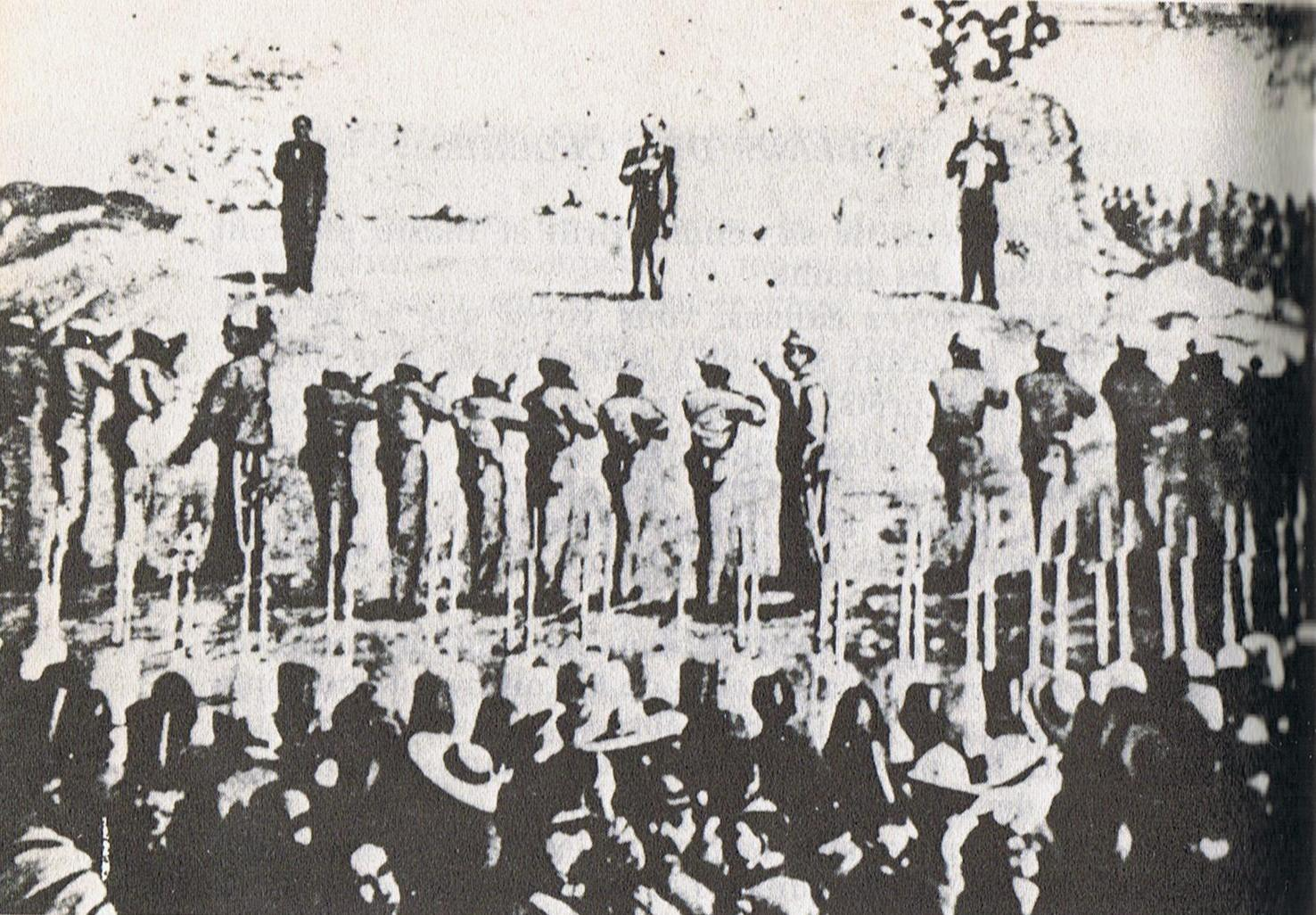
Foto der Exekution von Maximilian I. (rechts) sowie der Generäle Mejía (links) und Miramón (Mitte) 1867

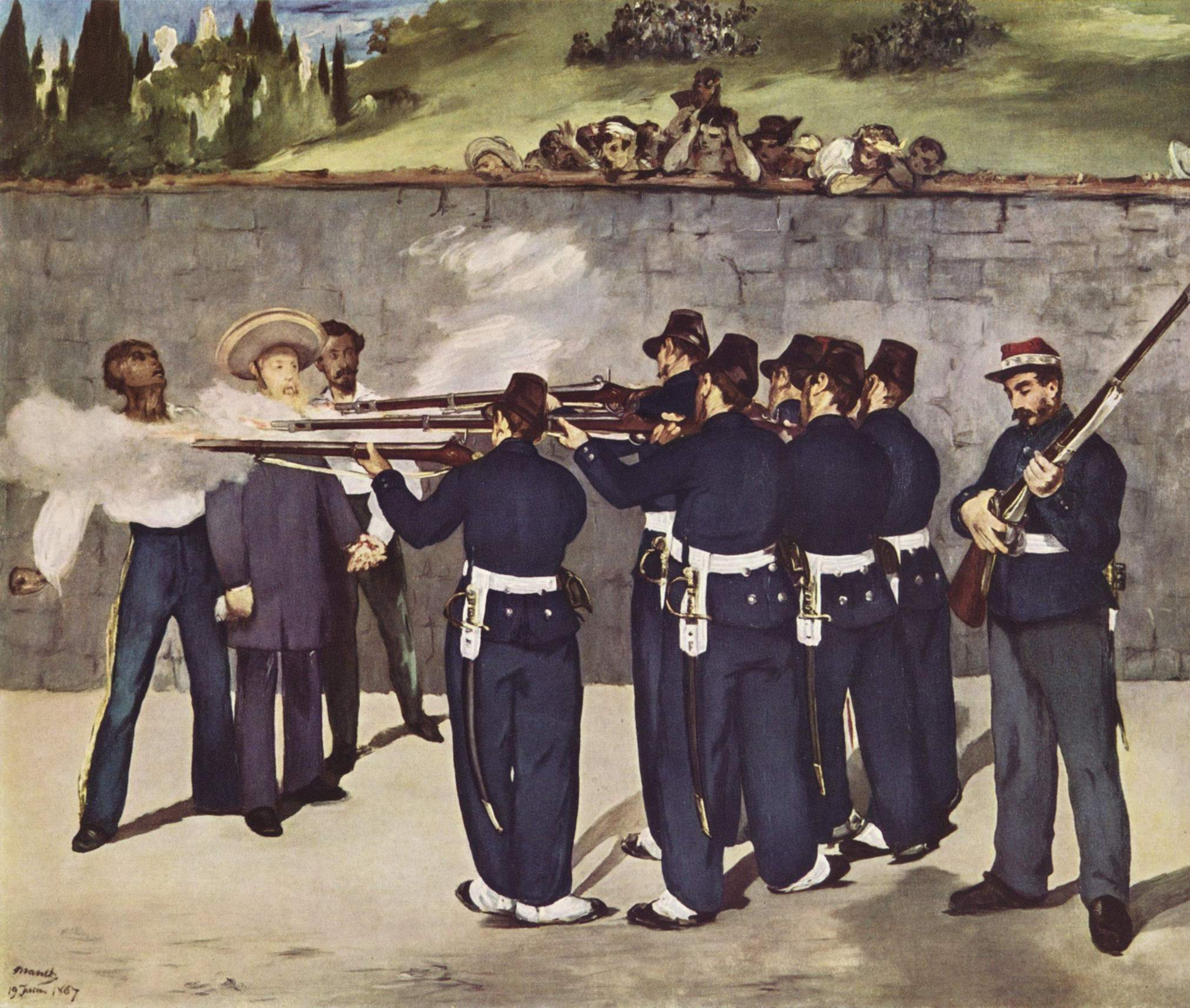
Édouard Manet: Erschießung Kaiser Maximilians von Mexiko, 1868

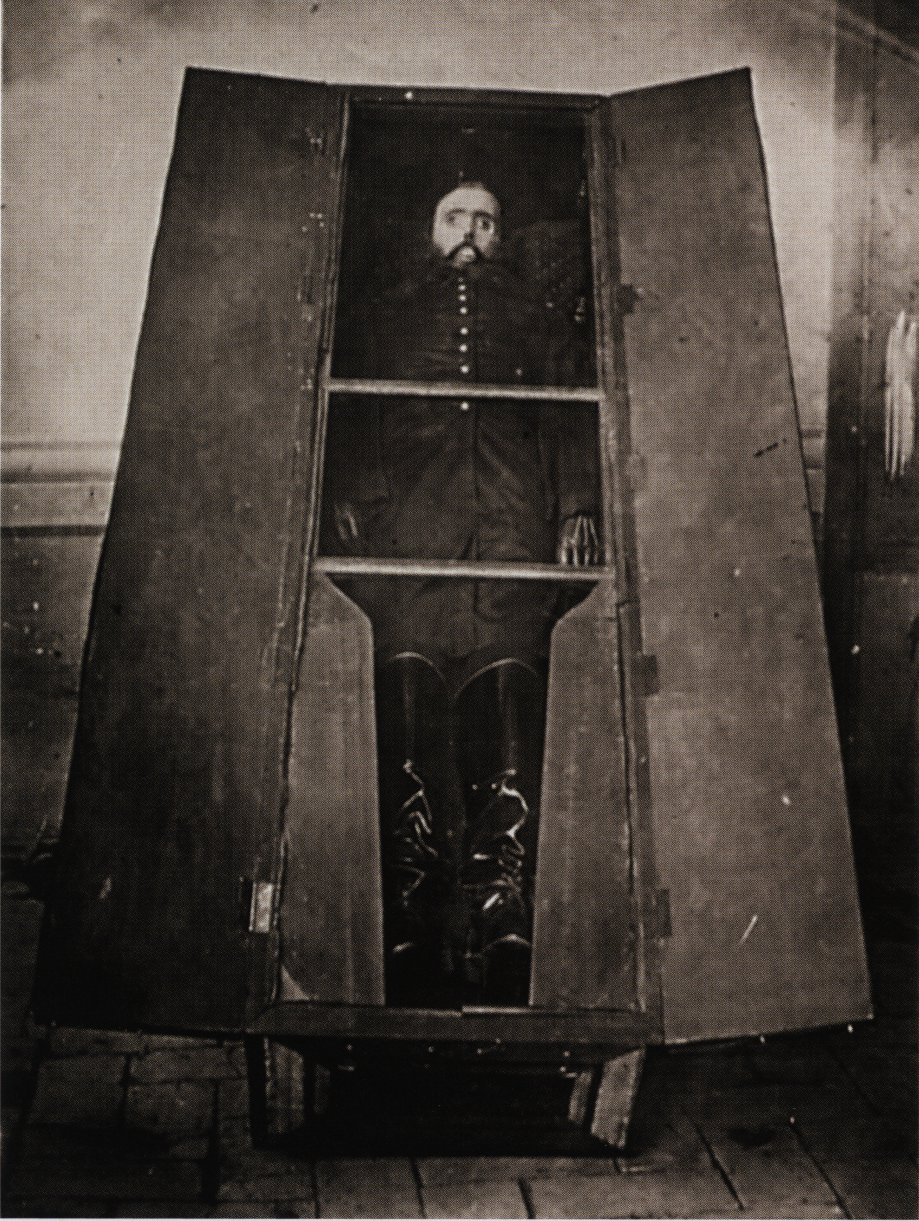
Der konservierte Leichnam Kaiser Maximilians von Mexiko vor seiner Überführung nach Europa durch Tegetthoff an Bord der Fregatte Novara

Nach dem Ende des Amerikanischen Bürgerkriegs mussten die Franzosen auf Druck der USA ihre Truppen unter Marschall François-Achille Bazaine 1866 aus Mexiko abziehen. Danach konnte sich Kaiser Maximilian nicht mehr lange gegen den populären Juárez behaupten, da auch seine Hilferufe in Europa unbeantwortet blieben. Maximilians Gemahlin Charlotte reiste sogar persönlich nach Europa, um Napoleon III. und Papst Pius IX. um Hilfe zu bitten – letzterer versprach jedoch nur, für sie und ihren Mann zu beten. Daraufhin wollte Maximilian das Land verlassen, änderte seine Meinung aber nach dem Erhalt eines Briefes seiner Mutter, die ihn zum Bleiben aufforderte.
Mit seinen letzten Truppen verschanzte er sich zuletzt in die Stadt Querétaro, die nach einer Belagerung am 14. Mai 1867 fiel. Die Entscheidung fiel nicht durch einen Angriff der Belagerer, sondern durch Verrat. Oberst Miguel López hatte in der Nacht vom 14. auf den 15. Mai 1867 den Zugang zur Stadt für die Truppen des gegnerischen Generals Mariano Escobedos (1826–1902) geöffnet. Zuvor hatte er allerdings dem Kaiser noch die Möglichkeit zur Flucht gegeben, die dieser jedoch ablehnte.
Maximilian wurde abgesetzt, von einem Kriegsgericht zum Tode verurteilt und nach einer Bestätigung des Todesurteils durch den wieder an die Macht gelangten Präsidenten Juárez am 19. Juni 1867 zusammen mit seinen Generälen Miguel Miramón und Tomás Mejía standrechtlich bei Tres Campanas, Querétaro, erschossen. Demselben Schicksal konnte sein Flügeladjutant, der deutsche Oberst Felix Prinz zu Salm-Salm, nur dank des persönlichen Einsatzes seiner Ehefrau Agnes knapp entgehen. Vor der Erschießung versicherte Maximilian den Soldaten, dass sie nur ihre Pflicht täten, steckte ihnen Goldmünzen zu und ersuchte sie darum, genau zu zielen und sein Gesicht zu schonen, damit seine Mutter seinen Leichnam identifizieren könne.
Nach seiner Erschießung wurde Maximilian in das Kapuzinerinnenkloster von Querétaro gebracht, wo ein Militärarzt und ein Gynäkologe die Konservierung der Leiche vornahmen. Sie schlug dermaßen fehl, dass nur Monate darauf eine weitere nötig wurde. Nach langen Verhandlungen konnte der nach Mexiko entsandte Vizeadmiral Wilhelm von Tegetthoff am 25. November 1867 die vom Transport stark beschädigte Leiche in Empfang nehmen und schließlich auf der Novara nach Triest bringen. Von dort wurde Maximilian im Galatrauerwagen des Hofes nach Wien überführt, wo er – sieben Monate nach seiner Hinrichtung – in der Kammerkapelle der Hofburg aufgebahrt wurde. Die Beisetzung in der Kapuzinergruft erfolgte am 18. Jänner 1868.
Charlotte überlebte Maximilian um 60 Jahre, verfiel aber nach dessen Tod dem Wahnsinn. Sie lebte zuerst auf Miramare, dann auf Schloss Bouchout in Meise (Belgien), wo sie 1927 starb.

## Vorfahren
| Ahnentafel Kaiser Maximilians von Mexiko | Ahnentafel Kaiser Maximilians von Mexiko                                              | Ahnentafel Kaiser Maximilians von Mexiko                                              | Ahnentafel Kaiser Maximilians von Mexiko                                              | Ahnentafel Kaiser Maximilians von Mexiko                                              | Ahnentafel Kaiser Maximilians von Mexiko                                                                   | Ahnentafel Kaiser Maximilians von Mexiko                                                                 | Ahnentafel Kaiser Maximilians von Mexiko                                                               | Ahnentafel Kaiser Maximilians von Mexiko                                                                         |
| ---------------------------------------- | ------------------------------------------------------------------------------------- | ------------------------------------------------------------------------------------- | ------------------------------------------------------------------------------------- | ------------------------------------------------------------------------------------- | --- | --- | --- | --- |
| Ururgroßeltern                           | Kaiser Franz I. Stephan (1708–1765) ⚭ 1736 Maria Theresia (1717–1780)                 | König Karl III. von Spanien (1716–1788) ⚭ 1738 Maria Amalia von Sachsen (1724–1760)   | König Karl III. von Spanien (1716–1788) ⚭ 1738 Maria Amalia von Sachsen (1724–1760)   | Kaiser Franz I. Stephan (1708–1765) ⚭ 1736 Maria Theresia (1717–1780)                 | Herzog Christian III. von Pfalz-Zweibrücken (1674–1735) ⚭ 1719 Karoline von Nassau-Saarbrücken (1704–1774) | Joseph Karl von Pfalz-Sulzbach (1694–1729) ⚭ 1717 Elisabeth Auguste Sofie von der Pfalz (1693–1728)      | Großherzog Karl Friedrich von Baden (1728–1811) ⚭ 1751 Karoline Luise von Hessen-Darmstadt (1723–1783) | Landgraf Ludwig IX. von Hessen-Darmstadt (1719–1790) ⚭ 1741 Henriette Karoline von Pfalz-Zweibrücken (1721–1774) |
| Urgroßeltern                             | Kaiser Leopold II. (1747–1792) ⚭ 1765 Maria Ludovica von Spanien (1745–1792)          | Kaiser Leopold II. (1747–1792) ⚭ 1765 Maria Ludovica von Spanien (1745–1792)          | König Ferdinand I. (1751–1825) ⚭ 1768 Maria Karolina von Österreich (1752–1814)       | König Ferdinand I. (1751–1825) ⚭ 1768 Maria Karolina von Österreich (1752–1814)       | Friedrich Michael von Pfalz-Birkenfeld (1724–1767) ⚭ 1746 Maria Franziska von Pfalz-Sulzbach (1724–1794)   | Friedrich Michael von Pfalz-Birkenfeld (1724–1767) ⚭ 1746 Maria Franziska von Pfalz-Sulzbach (1724–1794) | Karl Ludwig von Baden (1755–1801) ⚭ 1774 Amalie von Hessen-Darmstadt (1754–1832)                       | Karl Ludwig von Baden (1755–1801) ⚭ 1774 Amalie von Hessen-Darmstadt (1754–1832)                                 |
| Großeltern                               | Kaiser Franz II. (1768–1835) ⚭ 1790 Maria Theresia von Neapel-Sizilien (1772–1807)    | Kaiser Franz II. (1768–1835) ⚭ 1790 Maria Theresia von Neapel-Sizilien (1772–1807)    | Kaiser Franz II. (1768–1835) ⚭ 1790 Maria Theresia von Neapel-Sizilien (1772–1807)    | Kaiser Franz II. (1768–1835) ⚭ 1790 Maria Theresia von Neapel-Sizilien (1772–1807)    | König Maximilian I. Joseph (1756–1825) ⚭ 1797 Karoline Friederike Wilhelmine von Baden (1776–1841)         | König Maximilian I. Joseph (1756–1825) ⚭ 1797 Karoline Friederike Wilhelmine von Baden (1776–1841)       | König Maximilian I. Joseph (1756–1825) ⚭ 1797 Karoline Friederike Wilhelmine von Baden (1776–1841)     | König Maximilian I. Joseph (1756–1825) ⚭ 1797 Karoline Friederike Wilhelmine von Baden (1776–1841)               |
| Eltern                                   | Franz Karl von Österreich (1802–1878) ⚭ 1824 Sophie Friederike von Bayern (1805–1872) | Franz Karl von Österreich (1802–1878) ⚭ 1824 Sophie Friederike von Bayern (1805–1872) | Franz Karl von Österreich (1802–1878) ⚭ 1824 Sophie Friederike von Bayern (1805–1872) | Franz Karl von Österreich (1802–1878) ⚭ 1824 Sophie Friederike von Bayern (1805–1872) | Franz Karl von Österreich (1802–1878) ⚭ 1824 Sophie Friederike von Bayern (1805–1872)                      | Franz Karl von Österreich (1802–1878) ⚭ 1824 Sophie Friederike von Bayern (1805–1872)                    | Franz Karl von Österreich (1802–1878) ⚭ 1824 Sophie Friederike von Bayern (1805–1872)                  | Franz Karl von Österreich (1802–1878) ⚭ 1824 Sophie Friederike von Bayern (1805–1872)                            |
| Maximilian Kaiser von Mexiko             |                                                                                       |                                                                                       |                                                                                       |                                                                                       | | | | |

## Nachkommen
Maximilian und Charlotte hatten keine Kinder. Maximilian hatte bereits 1859/60 eine Reise nach Südamerika unternommen, bei der er sich bei einer seiner Liebesaffären eine Geschlechtskrankheit zuzog. Man vermutete, er sei dadurch unfruchtbar geworden. Allerdings brachte im August 1866 eine seiner Geliebten, Concepción Sedano, die Frau des Gärtners, einen Jungen zur Welt, der nach Maximilians Hinrichtung einem reichen Landbesitzer übergeben wurde. Dieser brachte ihn später nach Frankreich, wo er sich Sedano y Leguizano nannte. Er wurde wegen seiner immensen Schulden Spion für Deutschland, und als er enttarnt wurde, gab er sich als Maximilians Sohn aus – wobei die Ähnlichkeit als groß galt. So wie sein angeblicher Vater wurde er 1917 wegen Spionagetätigkeit erschossen.
Maximilians Kammerdiener Grill berichtet, Maximilian habe häufig Besuch von Damen des Hofes erhalten. In Mexiko ließ der Kaiser die Verbindungstür zu den Gemächern seiner Frau zumauern, und nun wurde auch nach außen hin nicht mehr versucht, den ehelichen Schein zu wahren.

## Rezeption

### Verschwörungstheorie
Gemäß verschwörungstheoretischen Ideen soll Maximilian durch eine geheime Vereinbarung mit Juárez gar nicht hingerichtet worden sein, sondern bis 1936 in El Salvador unter dem Namen Justo Armas weitergelebt haben. Beispielsweise behauptet der Schriftsteller Johann G. Lughofer, Indizien dafür gefunden zu haben.

### Kunst
Maximilians Lieblingslied soll La Paloma von Sebastián de Yradier gewesen sein. Der Legende nach soll man es sogar zu seiner Hinrichtung gespielt haben.
Neuere Untersuchungen scheinen diese Annahme aber zu widerlegen.
Das Lieblingslied Maximilians wurde jedenfalls bei der Ausschiffung seines Sarges am Anlegesteg von Schloss Miramare gespielt. Zum Andenken an dieses traurige Ereignis beschlossen die anwesenden Marineoffiziere, dass La Paloma von nun ab auf österreichischen Kriegsschiffen nie mehr erklingen solle. Diese Tradition wird bis heute von traditionsbewussten österreichischen Seglern eingehalten. Sie wird auch bei den Kursen zur Erlangung des Segelscheines unter „Seemannschaft“ vorgetragen.
1867 komponierte Franz Liszt das Klavierstück „Marche Funèbre – En mémoire de Maximilien I., Empereur du Mexique. † 19 Juin 1867“. Motto: In magnis et voluisse sat est (Propertius). Das Werk hat eine interessante, offene Tonarten-Planung, von f-Moll nach Fis-Dur.
Édouard Manet malte „Die Erschießung Kaiser Maximilians von Mexiko“ als eine Art Berichterstatter mehrmals (1867 bis 1869). In der ersten Fassung (Museum of Fine Arts, Boston) hat das Erschießungskommando noch mexikanische Uniformen an, in der Mannheimer Fassung, die die Serie abschließt, wird von Gardisten in französischer Uniform geschossen.
Für Karl Mays Kolportageroman „Waldröschen“ bildet der Kampf zwischen Maximilian und Benito Juárez den geschichtlichen Hintergrund, die Erschießung Maximilians ist als dramatischer Höhepunkt ausgelegt. In der fünfbändigen Überarbeitung dieses Werks durch den Karl-May-Verlag nimmt der Titel von Band 55: Der sterbende Kaiser Bezug auf diese Ereignisse.

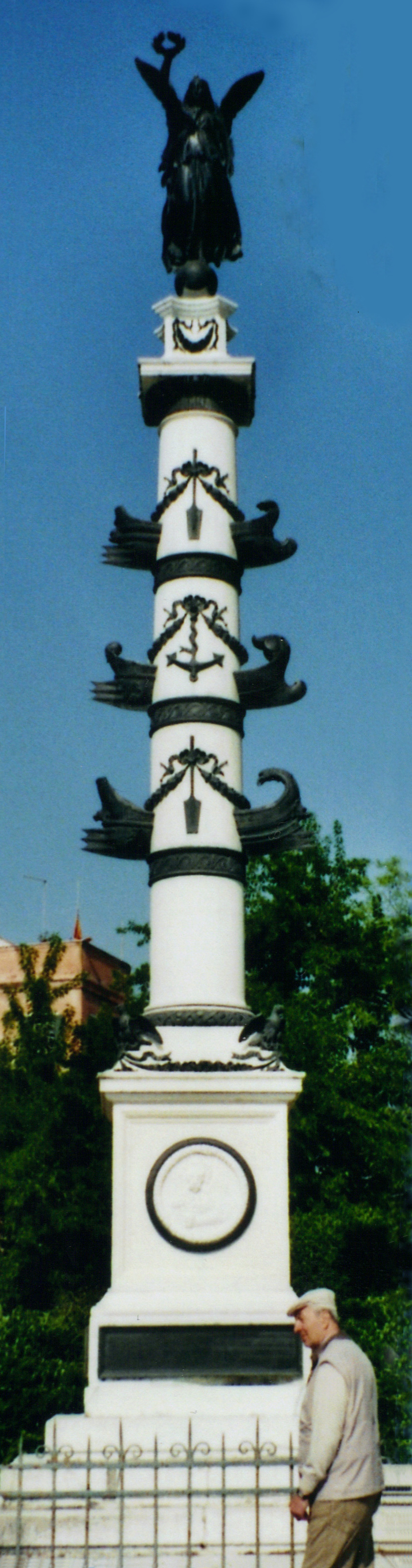
Columna rostrata in Venedig

### Denkmäler
Eine Statue Maximilians steht heute im 13. Wiener Gemeindebezirk vor dem Eingang des Schönbrunner Schlossparks. Der Platz vor der Wiener Votivkirche wurde ehemals „Maximilianplatz“ genannt. In Bad Ischl erinnert der 1868 errichtete Maximilianbrunnen an der Traun an ihn. Eine weitere Statue Maximilians steht in Triest. Sie wurde im Jahr 2009 vom Park des Schlosses Miramare an ihren ursprünglichen Platz, die Piazza Venezia, zurückgebracht. Maximilian „überblickt“ nun wieder einen Teil des Hafens von Triest. Die ihm 1876 gewidmete Columna rostrata im Maximilianpark in Pula, ein Werk Heinrich von Ferstels, wurde 1919 als italienische Kriegsbeute nach Venedig verbracht und steht dort heute, umgewidmet, am Rand der Giardini pubblici.

### Museen
Im Heeresgeschichtlichen Museum in Wien ist dem Schicksal Maximilians ein eigener Raum gewidmet. Zu sehen sind unter anderem seine Totenmaske, die Standarte des kaiserlich-mexikanischen Husaren-Regiments (1865–1867) und eine Kartusche für Offiziere der Kavallerie der österreichisch-mexikanischen Freiwilligen-Brigade (1864–1867). Im Marinesaal des Museums wird Maximilian als Oberbefehlshaber der k.u.k. Kriegsmarine gewürdigt. Ausgestellt ist neben mehreren Porträts, darunter eines von Georg Decker, auch ein Modell der Novara, welche den Erzherzog als Kaiser nach Mexiko einschiffte und ihn als Leichnam wieder zurück nach Triest brachte. Darüber hinaus sind eine Bordkappe und ein Marineoffizierssäbel M.1850 aus dem persönlichen Besitz Maximilians zu sehen.
Das Möbelmuseum Wien zeigt in seiner Dauerausstellung Gegenstände aus Maximilians persönlichem Besitz, wie beispielsweise seinen in Mexiko hergestellten Spazierstock, diverse Hüte und einen Degen. Dazu sind diverse weitere Exponate aus dem mexikanischen Kaiserreich ausgestellt, wie beispielsweise Helme und Degen der Palastgarde Maximilians. Auch der Sarg, in dem Maximilians Leiche nach Wien überführt wurde, wird zusammen mit den bei der Aufbahrung verwendeten Funeralinsignien gezeigt. Maximilians Hut und Fächer, die sein Freund Nicola Bottacin aufbewahrt hat, sind im Museo Bottacin in Padua ausgestellt. Ein chirurgisch aus dem Leichnam geborgenes Bleiprojektil nahm Felix zu Salm-Salm an sich. Es wird bis heute im Hausarchiv des Fürstenhauses Salm-Salm auf Burg Anholt verwahrt.

### Film und Fernsehen
- Juárez y Maximiliano, MEX 1934, R.: Miguel Contreras Torres/Raphael J. Sevilla, mit Medea de Novara als Carlota
- Juarez, mit Brian Aherne als Maximilian
- Vera Cruz, Regie Robert Aldrich, mit George Macready als Maximilian
- Maximilian von Mexiko, TV-BRD 1970, 2 Teile, Regie Günter Gräwert, mit Michael Heltau als Maximilian
- Maximilian von Mexiko – Der Traum vom Herrschen, TV-Dokumentation ZDF 2014, Regie Franz Leopold Schmelzer